# Oelsnitz/Erzgebirge

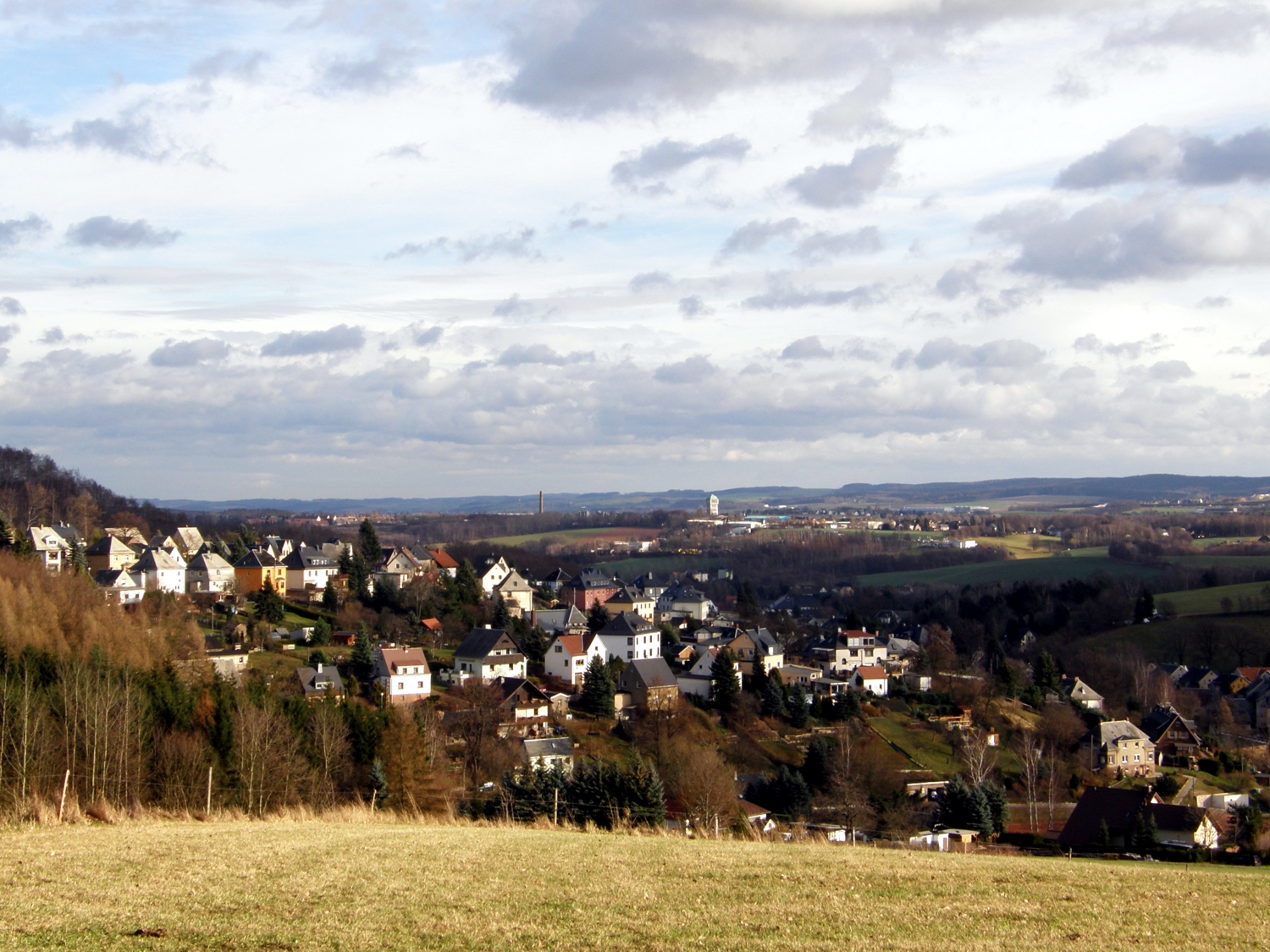
Oelsnitz/Erzgeb.

Oelsnitz/Erzgeb. este un oraș din landul Saxonia, Germania. Se află în zona munților Erzgebirge.

## Orașe înfrățite
- Avion, Franța din  1961
- Mimoň, Cehia din  1968
- Sprockhövel, Germania din  2000
- Chodov, Cehia din  2004

1. ↑  Alle politisch selbständigen Gemeinden mit ausgewählten Merkmalen am 31.12.2018 (4. Quartal) (în germană), Statistisches Bundesamt[*], arhivat din original la 10 martie 2019, accesat în 10 martie 2019
2. ↑  GeoNames